# 富井澄博
富井 澄博（とみい すみひろ、1949年（昭和24年）10月20日 – 2013年（平成25年）1月19日）は、日本のアルペンスキーヤー。 

## 経歴・人物
長野県出身。1972年の冬季オリンピックと1976年の冬季オリンピック に出場した。
引退後は後進選手の育成に尽力し、1998年長野オリンピックではアルペン女子の競技委員長を務めた。2013年（平成25年）1月、腎盂がんのため長野県上高井郡小布施町の病院で死去した。